# Chrysuronia grayi
Colibri-de-cabeça-azul ou safira-de-cabeça-azul (Chrysuronia grayi) é uma espécie de ave da família Trochilidae (beija-flores).
Pode ser encontrada nos seguintes países: Colômbia e Equador.
Os seus habitats naturais são: florestas subtropicais ou tropicais húmidas de baixa altitude, florestas de mangal tropicais ou subtropicais, e florestas secundárias altamente degradadas.